# Сельцы (Максатихинский район)
Сельцы (карел. Sel’čä) — село в Максатихинском районе Тверской области, административный центр Рыбинского сельское поселение.

## География
Село находится в 20 км на север от районного центра посёлка Максатиха.

## История
В 1828 году в селе была построена каменная Скорбященская церковь с 3 престолами, распространена в 1892 году.
В конце XIX — начале XX века село входило в состав Заручьевской волости Бежецкого уезда Тверской губернии. В 1920 году в Сельцах было 126 дворов (из них 114 карельских). 
С 1929 года село являлось центром Селецкого сельсовета Максатихинского района Бежецкого округа Московской области, с 1935 года — в составе Калининской области, с 2005 года — центр Селецкого сельского поселения, с 2014 года — центр Рыбинского сельского поселения.

## Население
| 1859 | 1887 | 1897 | 1920 | 1997 | 2002 | 2008 |
| ---- | ---- | ---- | ---- | ---- | ---- | ---- |
| 458  | ↗465 | ↗541 | ↗543 | ↘384 | ↘297 | ↘283 |
| 2010 |      |      |      |      |      |      |
| ↘204 |      |      |      |      |      |      |

## Инфраструктура
В селе имеются Селецкая основная общеобразовательная школа, детский сад, клуб, фельдшерско-акушерский пункт, отделение почтовой связи.

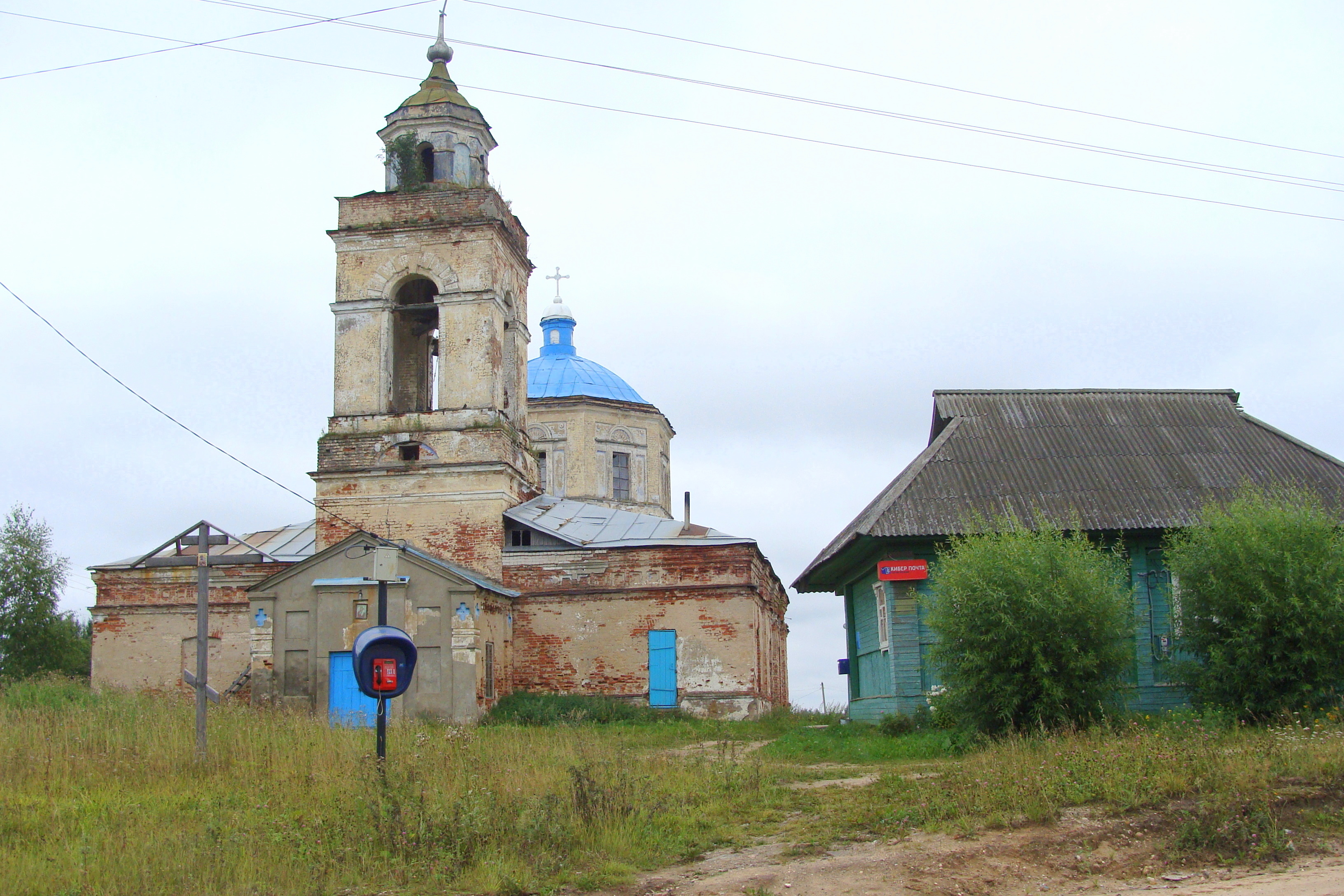

## Достопримечательности
В селе расположена действующая Церковь иконы Божией Матери "Всех скорбящих Радость" (1828).